# Arckanum
Arckanum es una banda de black metal sueca. Fue fundada en 1992 por Loke Svarteld (guitarra), Sataros (voz) y Johan "Shamaatae" Lahger (todos los instrumentos y voz), este último es el único miembro que continúa en la banda.
Arckanum destaca por escribir sus letras en sueco antiguo, relacionadas principalmente con el culto al caos, así como también con el satanismo anti-cósmico de Dissection.

## Historia
Tras pasar por muchas bandas de distintos estilos, a finales de 1992, Shamaatae decidió regresar a una banda de black metal, fue así como nació Arckanum. Al principio era una banda de varios miembros, pero seis meses después ya se había convertido en un proyecto en solitario de Shamaatae.

## Discografía
| - 1995: Fran Marder - 1997: Kostogher - 1998: Kampen - 2008: Antikosmos - 2009: ÞÞÞÞÞÞÞÞÞÞÞ - 2010: Sviga Læ - 2011: Helvítismyrkr - 2013: Fenris Kindir - 2017: Den Förstfödde - 2002: Boka Vm Kaos - 2008: Antikosmos - 2008: Grimalkinz Skaldi - 2009: Þyrmir | - 2003: Kosmos Wardhin Dræpas Om Sin / Emptiness Enthralls - 2004: Kaos Svarta Mar / Skinning the Lambs - 2004: The 11 Year Anniversary Album - 2008: Arckanum / Sataros Grief - 1993: Rehearsal 1993 - 1993: Demo 1993 - 1994: Rehearsal 1993 - 1994: Trulen - 1996: «Gava Fran Trulen» |

## Descargas
- Música hecha por Sataros & Shamaatae (Tracks Promocional) Fuente: Web official, Arckanum

- Fran Marder

- - Trulmaelder
- - Hvilapa

- Kostogher

- - Irbister
- - Skoghensminnen

- Kampen

- - Thaervindanir
- - Skipu

- Kaos Svarta Mar

- -Aetergap
- - Haexhamar

## Curiosidades
- Arckanum no es una banda "pagana".
- Shamaatae se declara caos-gnóstico.
- Todas las letras de Arckanum están escritas en sueco antiguo.
- Aún se desconoce por qué Shamaatae usa una máscara.

## Integrantes e Integración actual
- Shamaatae: Todos los Instrumentos (Miembro Actual) Ambos desempeñaron en la primera demo:

- Sethlans: Guitarras en el Álbum Anticosmos

- Sataros: Voz

- Loke Svarteld: Guitarras

- Banda: Activa (1992-     )